# Your Song
„Your Song“ je singl a popová balada britského zpěváka a hudebního skladatele Eltona Johna z roku 1970. Autorem textu je Bernie Taupin, hudbu složil sám Elton John. V roce 1998 byla uvedena do Síně slávy hudebních cen Grammy. Roku 2004 se umístila na 137. místě v žebříčku 500 nejlepších písní všech dob časopisu Rolling Stone.
Píseň se dočkala několika coververzí, mimo jiné od Roda Stewarta nebo Ellie Goulding.
česká coververze
Pod názvem „Deštivý den“ s textem Pavla Kopty ji v roce 1978 nazpíval Karel Gott